# José Pinto Rosas
Pour les articles homonymes, voir José Pinto (homonymie) et Pinto.
 (septembre 2014).
Si vous disposez d'ouvrages ou d'articles de référence ou si vous connaissez des sites web de qualité traitant du thème abordé ici, merci de compléter l'article en donnant les références utiles à sa vérifiabilité et en les liant à la section « Notes et références ».
José Pinto Rosas, plus connu comme Pinto, né le 11 novembre 1929 à Antequera (Andalousie, Espagne) et mort le 30 novembre 2024, est un footballeur espagnol reconverti en entraîneur. Il joue au poste de défenseur.

## Biographie

### Carrière
José Pinto débute sa longue carrière de joueur dans l'équipe de sa ville natale, l'Antequera CF. 
Il est ensuite recruté par le CD Logroñés, puis joue au FC Barcelone, au Real Valladolid et au Girona FC.
Avec le FC Barcelone, il remporte deux championnats d'Espagne (1959 et 1960), deux Coupes des villes de foire (1958 et 1960) et une Coupe d'Espagne (1959).

## Palmarès
Avec le FC Barcelone :
- Champion d'Espagne en 1959 et 1960
- Vainqueur de la Coupe d'Espagne en 1959
- Vainqueur de la Coupe des villes de foires en 1958 et 1960